# 53-K 45mm対戦車砲

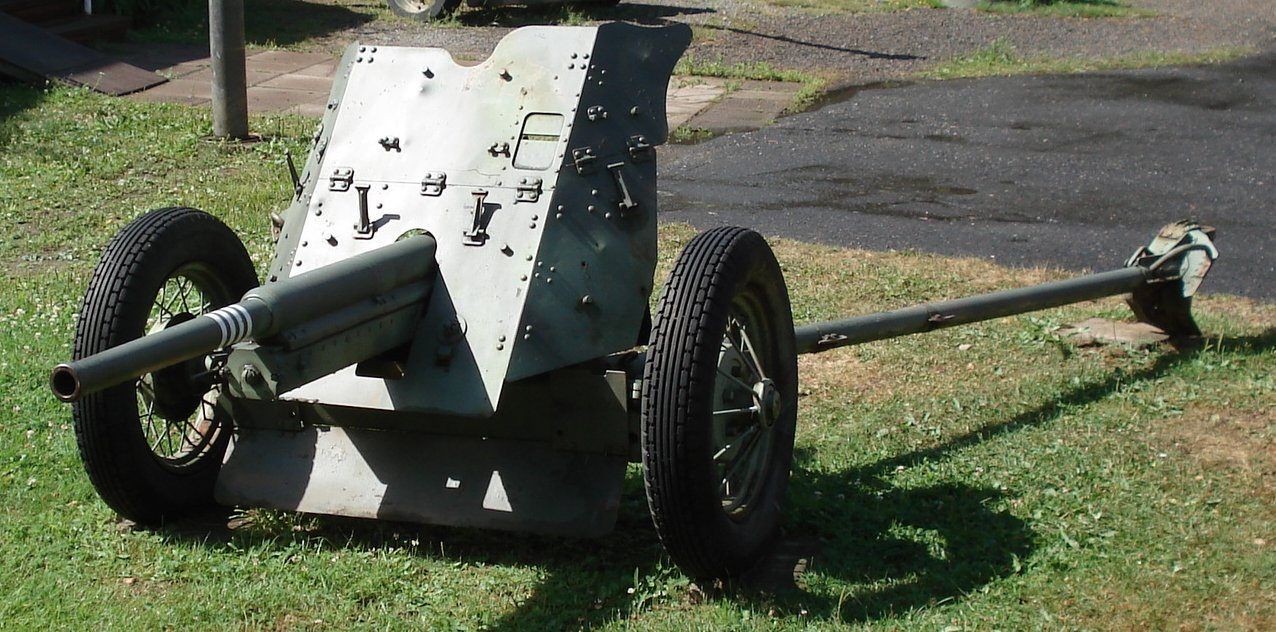
53-K 45mm対戦車砲

M1937 45mm対戦車砲（53-K）（ロシア語: 45-мм противотанковая пушка образца 1937 года (53-К)）は、ソビエト連邦の対戦車砲である。ナチス・ドイツの3.7 cm PaK 36と形状が酷似している。

## 概要
ソビエト連邦は、1932年に1-K 37mm対戦車砲を45mm口径に拡大した19-K 45mm対戦車砲を開発したが砲架に不満があったため、19-K対戦車砲の砲身を新型砲架と組み合わせて開発されたのが、53-K対戦車砲である。
53-K対戦車砲は1941年からの大祖国戦争でも使用されたが、III号戦車やIV号戦車が相手でも近距離からでないと正面装甲を撃ち抜くことができなかったため、1943年には砲身を延長して初速向上による高威力化を図ったM-42 45mm対戦車砲に生産が切り換えられた。

## スペック
- 口径：45mm
- 重量：560kg（射撃時）/1,200kg（牽引時）
- 砲身長：mm（46口径）
- 仰俯角：-8°~+25°
- 左右旋回角：60°
- 発射速度：15-20発/分（最大）
- 最大射程：4,400m（標準榴弾）
- 貫通力（距離500mで垂直に着弾）
  - AP：43mm/APCR：66mm
- 生産期間：1937年-1943年
- 生産総数：37,354門